# Комуністичеське міське поселення
Комуністи́чеське міське поселення (рос. Коммунистическое городское поселение) — міське поселення у складі Совєтського району Ханти-Мансійського автономного округу Тюменської області Росії.
Адміністративний центр та єдиний населений пункт — селище міського типу Комуністичеський.
Населення міського поселення становить 2019 осіб (2017; 2423 у 2010, 2638 у 2002).